# Scott County, Kentucky
Scott County är ett administrativt område i delstaten Kentucky, USA, med 47 173 invånare. Den administrativa huvudorten (county seat) är Georgetown. Scott County ligger i den inre delen av regionen Bluegrass. 
USA:s vicepresident 1837–1841 Richard Mentor Johnson hade plantagen Blue Spring Farm i Scott County. Där drevs under åren 1825–1842 internatskolan Choctaw Academy för skolbarn tillhörande Choctaw Nation. 

## Geografi
Enligt United States Census Bureau så har countyt en total area på 739 km². 738 km² av den arean är land och 1 km² är vatten. 

### Angränsande countyn
- Grant County - norr
- Harrison County - nordost
- Bourbon County - öst
- Fayette County - sydost
- Woodford County - sydväst
- Franklin County - väst
- Owen County - nordväst